# Герб Страсбурга
Герб Стра́сбурга (фр. Blason de Strasbourg) — офіційний символ французького міста Страсбург.

## Опис
| У срібному полі червоний перев'яз вліво. |
Щит тримають два золотих леви з висунутими червоними язиками та кігтями; над щитом знаходиться золотий шолом зі срібним нашоломником у вигляді лебединих крил та наметом, прикрашеним полум'ям. Під щитом розташована срібна стрічка з девізом червоними літерами «Argentoratum». Під девізною стрічкою знаходиться Орден Почесного легіону.

## Історія
З 1201 року Страсбург користувався печаткою з зображенням Богоматері на троні, зі скіпетром та немовлям на руках.
У 1262 році мешканці Страсбурга звільнились від єпископської опіки і отримали самоврядування. Як міський символ використовувався герб єпископа Вальтера фон Герольдсека (1260—1262) — срібна перев'язь на червоному тлі — але з інвертованими кольорами (подібне явище відбувалось і в Базелі, що відбилось у гербах кантонів Базель-Ланд та Базель-Штадт). В 1399 році цей герб зі щитотримачами вперше з'являється у міському статуті. Офіційно символіку було затверджено у гербовнику 1696 року.
До 1803 року єпископи Страсбургу використовували герб з елементами старої єпископської символіки. За часів Першої імперії Страсбург отримав герб, відмінний від попереднього:
| У лазуровому полі щита срібна перев'язь, над ним — червона глава, в якій три золоті бджоли. |
В 1919 році до герба було приєднано Орден Почесного легіону.

## Інші варіанти герба
Відомий також інший варіант герба міста з використанням символів середньовічної печатки:
| В лазуровому полі срібне зображення Богоматері, що сидить на золотому троні з немовлям на руках, тримаючи в правій руці золотий скіпетр. Біля підніжжя трону — геральдичний щит з червоною перев'яззю на срібному тлі.[2] |

## Галерея

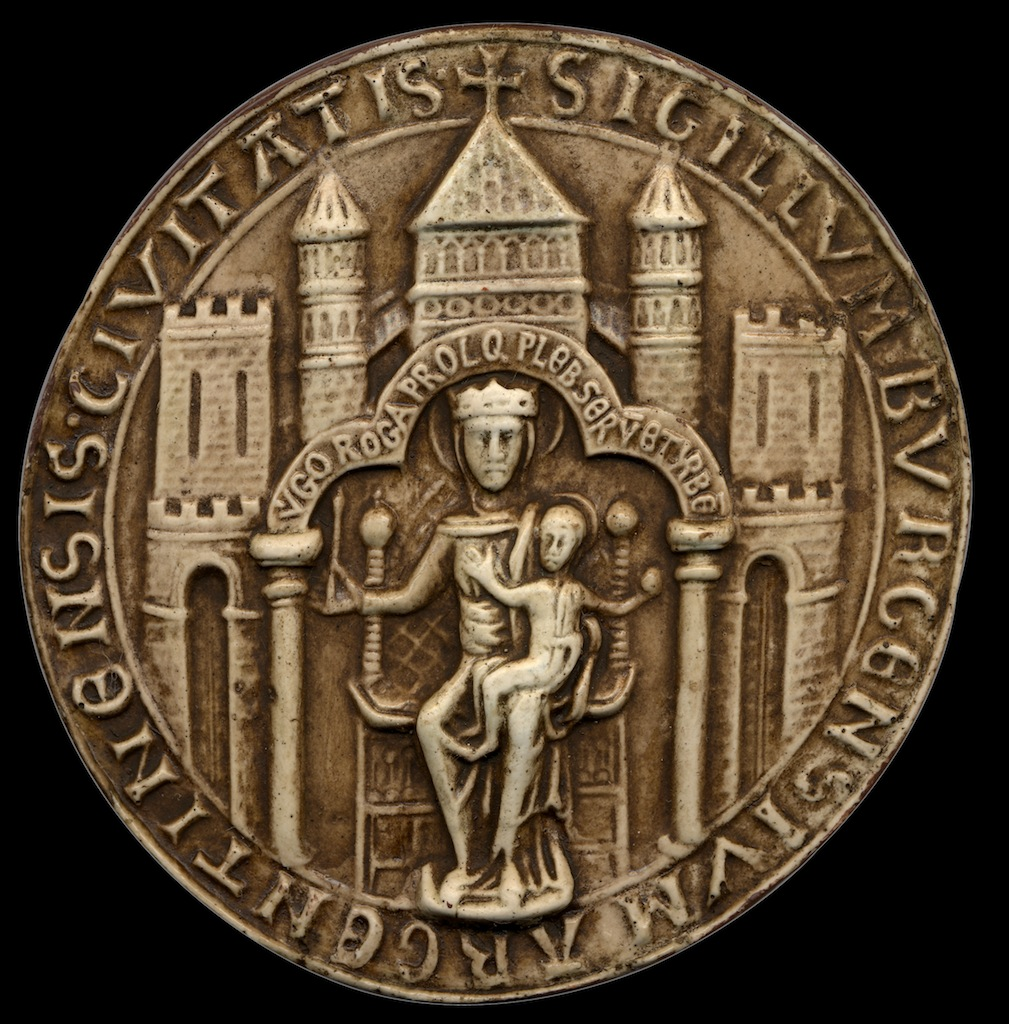
Печатка міста 1201 року
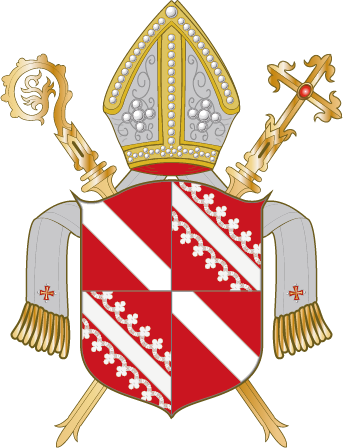
Герб Страсбурзького єпископства
Герб часів Першої імперії
Інший варіант герба